# Flore en Floride
La flore en Floride est caractérisée par des forêts de conifères et par des mangroves.

## Principales formations végétales

### Feuillus tropicaux ethammocks
Les hammocks sont des zones qui s'élèvent à quelques mètres et sont dominés par de grands chênes. Ces arbres forment souvent une canopée sous laquelle les animaux vivent au milieu des buissons. Dans les Everglades, les arbres, même les tamariniers et les gumbo-limbos sauvages, ne dépassent que très rarement les 15 mètres à cause du vent, des vagues de froid et de la foudre,.

### Forêts de conifères

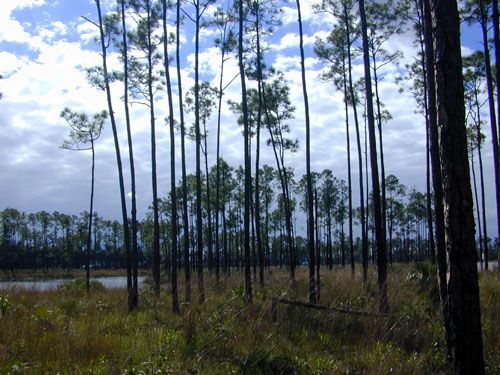
Forêt de pins

On dénombre trois espèces dominantes de pins en Floride : pinus palustris, pins à aiguilles longues et pinus serotina (en anglais pond pine),. Les sous-bois sont formés d'arbustes à baies et de petits chênes. Les pinèdes poussent généralement sur des sols sableux et acides.
Les pins du sud de la Floride favorisent les incendies en formant des lits de séchage des aiguilles de pin et d'écorce sèche. Les incendies rentrent naturellement dans leur cycle biologique, puisque leurs pommes ont besoin de la chaleur du feu pour s'ouvrir et disperser leurs graines. De plus, le corps de ces pins est résistant au feu.
Les cyprès sont des conifères qui se développent facilement dans l’eau douce et qui poussent dans des structures compactes, appelées « dômes », sur de longues rives de calcaire. Il en existe deux espèces en Floride : Taxodium ascendens (cyprès des étangs) et Taxodium distichum, qui poussent toutes les deux dans des milieux humides (marais, rivières). La forêt nationale d'Apalachicola abrite des marais recouverts de cyprès des étangs mais aussi de Nyssa biflora,. Du fait de la forte variation du niveau de l'eau autour de ces dômes, les cyprès ont développé des « genoux » sortant de l'eau. Des cyprès nains peuvent toutefois pousser dans des zones sèches où le sol est plus pauvre en nutriments. Les branches et les troncs des cyprès constituent un lieu privilégié pour l'installation de plantes aériennes (épiphytes) telles que broméliacées, mousses espagnoles, orchidées et fougères.

### Mangrove
Trois espèces de palétuviers couvrent les mangroves de la Floride : le palétuvier rouge (Rhizophora mangle), le palétuvier noir (Avicennia germinans) et le palétuvier blanc (Laguncularia racemosa). Plus de 2 000 km2 de mangroves sont présentes sur les côtes entre le centre et le sud de la Floride.
Les arbres de la mangrove, qui prospèrent dans l'eau salée ou saumâtre, servent d'abri à plusieurs espèces aquatiques ainsi que des oiseaux. Ils constituent également la principale défense de la Floride face à la force destructrice des ouragans, en absorbant les inondations et en empêchant l'érosion côtière. Grâce à leur forte résistance à l'eau salée, aux vents, aux grandes marées, aux hautes températures et au sol boueux, les palétuviers sont tout à fait adaptés aux conditions extrêmes. L'écosystème du parc national des Everglades possède le plus grand système continu de mangrove au monde.

### Marais

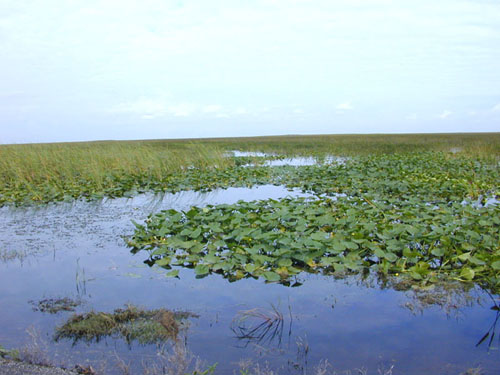
Zone humide des Everglades

Dans les Everglades, Cladium mariscus subsp. jamaicense, une sous-espèce des marisques, peuvent atteindre une hauteur de 1,8 mètre. Les autres plantes marécageuses à larges feuilles, sont si courantes dans cette région qu'elles ont valu à la région son surnom de « River of Grass » (littéralement, « rivière d'herbe »).
Le cyprès chauve pousse dans les marais d'eau douce, sur les rives des lacs et des cours d'eau. Il est l'un des arbres emblématiques du Sud-Est des États-Unis. Le cyprès des marais (taxodium ascendens) est la deuxième espèce qui croît aussi les milieux humides. Le Copalme d'Amérique, le Magnolier de Virginie (Magnolia virginiana), l'Érable rouge, le Chêne, l'Orme se développent également dans ce type de milieu. Les épiphytes, les plantes grimpantes et les fougères sont également bien représentés.

### Herbiers
Sept espèces de plantes herbacées marines vivent le long du littoral floridien, parmi lesquelles l'herbe à tortue (Thalassia testudinum), qui pousse sur les hauts-fonds, est la plus fréquente. Les herbiers du sud de la Floride sont les plus étendus de la planète avec (5 500 km2). Ailleurs, ils sont limités à quelques zones protégées. Ces « prairies marines » ont un rôle essentiel dans la chaîne alimentaire.

## Biodiversité
On dénombre 4 200 espèces de plantes et de fougères en Floride. La forêt subtropicale humide est le milieu naturel typique du centre et du nord. Au sud de la péninsule, la végétation ressemble davantage à celle des Caraïbes. Les végétaux symboles de l'État sont l'Oranger, le Palmier des sables et le Coreopsis.

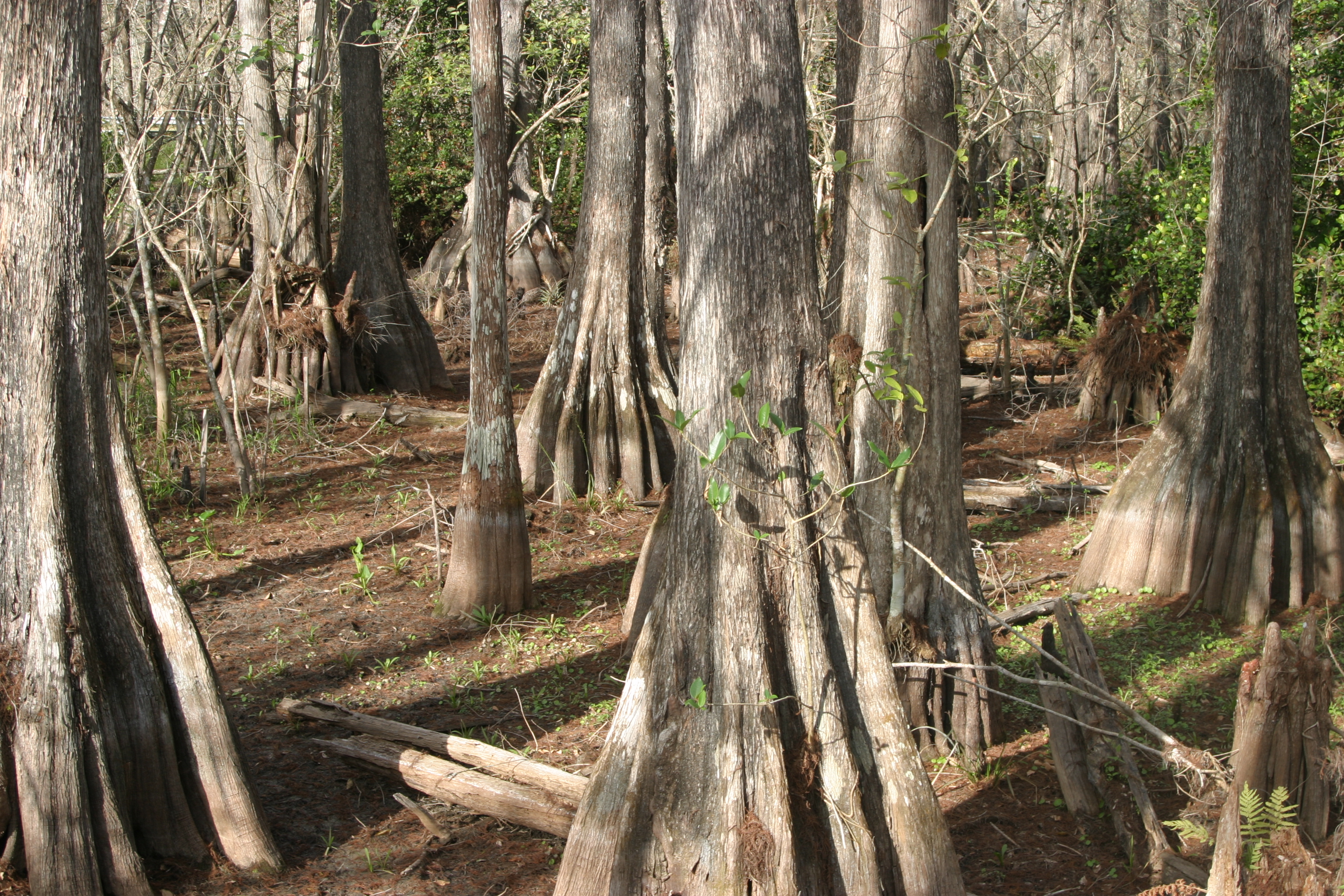
Cyprès chauves
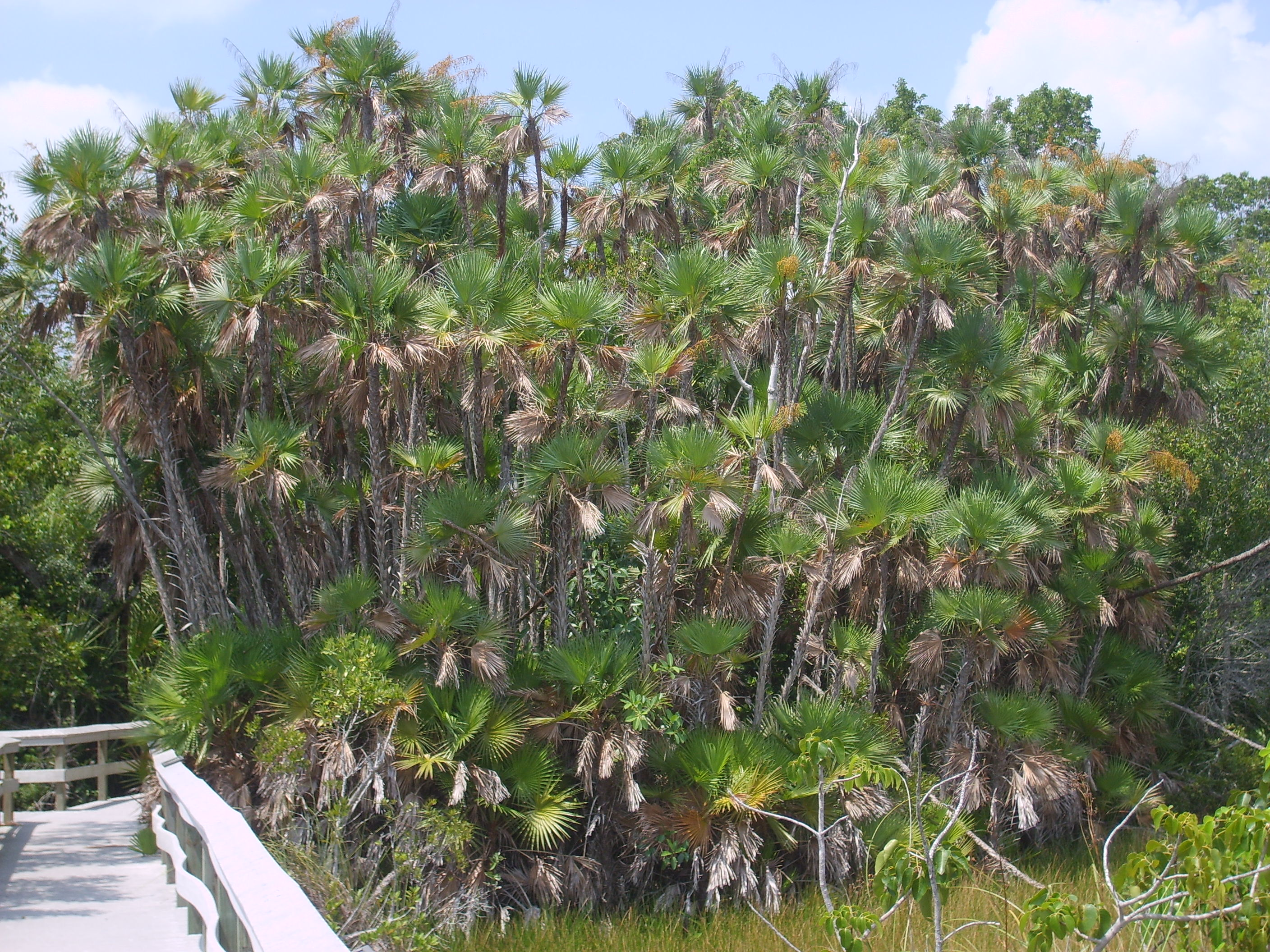
Palmier des sables
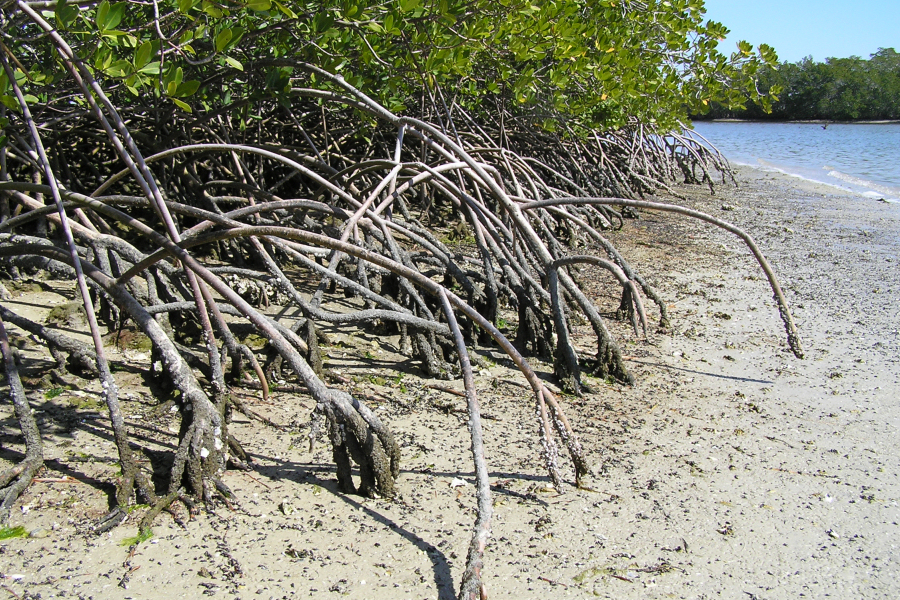
Mangrove
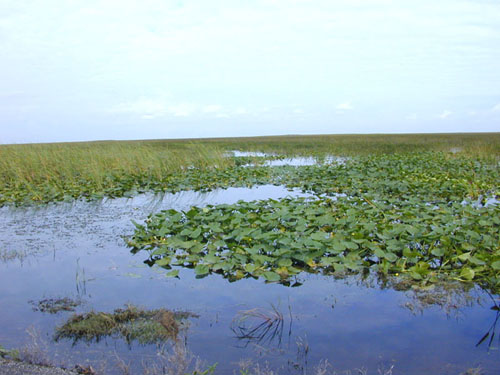
Marécages

## Espèces invasives
Environ 1 300 espèces de plantes (31 % du total) ne sont pas originaires de Floride, dont 10 % sont considérées comme des espèces invasives. Parmi ces espèces, on peut citer le faux-poivrier (Schinus terebinthifolius), qui envahit 2 800 km2 dans le sud et le centre de la Floride[Quand ?]. Le niaouli (Melaleuca quinquenervia), originaire de Nouvelle-Calédonie, s'étend sur 2 000 km2 dans le sud. Enfin, le Casuarina, un pin importé d’Australie, prospère dans la région.
L'Hydrilla (Hydrilla verticilatta) et la jacinthe d'eau sont les deux principales plantes invasives des milieux aquatiques.